# Larrabetzu
Larrabetzu (spanyol: Larrabezua) város Spanyolországban,  Bizkaia tartományban. Larrabetzu Galdakao, Lezama, Gamiz-Fika, Morga, Muxika és Zornotza községekkel határos. Lakosainak száma 2047 fő (2024).

## Népesség
A település népessége az utóbbi években az alábbiak szerint változott:
| Lakosok száma | 1559 | 1618 | 1742 | 1874 | 1974 | 2023 | 2035 | 2033 | 2049 | 2047 |
|               | 2001 | 2004 | 2007 | 2009 | 2012 | 2014 | 2017 | 2019 | 2022 | 2024 |